# Aeroporto di Cufra
L'Aeroporto di Cufra è un aeroporto libico per l'aviazione civile della città di Cufra nel sud-est della Libia. (IATA: AKF, ICAO: HLKF).

## Storia
L'aeroporto, dotato di un importante centro-radio per l'assistenza al volo, fu costruito presso l'oasi di Buma e fu spesso utilizzato come scalo nelle rotte dall'Africa settentrionale italiana per l'Asmara e l'Africa Orientale Italiana (AOI).
L'importanza di Cufra crebbe allo scoppio della seconda guerra mondiale quando, con la chiusura di Suez, i collegamenti con l'Africa Orientale Italiana (AOI) si fecero principalmente aerei, via appunto questo scalo ed il suo potente radiogoniometro.
All'inizio della seconda guerra mondiale, forniva un collegamento aereo con l'Africa orientale italiana (Etiopia, Eritrea e Somalia italiana). Fu catturato da unità francesi libere sotto il Generale Philippe Leclerc de Hauteclocque il 1º marzo 1941 insieme all'Oasi di Kufra (Battaglia di Cufra).
Nell'aprile del 1942 un distaccamento dello Squadron 16 del Suid-Afrikaanse Lugmag con tre Bristol Blenheim Mk. IV. L'aereo fu inviato a Kufra al comando del maggiore J.L.V. de Wet per rafforzare le difese aeree della guarnigione. La mattina del 4 maggio 1942 i tre velivoli partirono per una missione di familiarizzazione. Si persero e sbarcarono a circa 150 chilometri a nord est di Cufra. Una tempesta di sabbia rese difficili le ricerche, e quando l'aereo perso venne trovato l'11 maggio, solo uno dei 12 membri dell'equipaggio era vivo.
Il 26 agosto 2008, un Boeing 737 del Sudan è atterrato all'aeroporto di Cufra dopo essere partito dall'aeroporto di Nyala (Sudan), nel Darfur, con destinazione Khartum. In precedenza, le autorità egiziane avevano rifiutato l'atterraggio dell'aereo ad il Cairo.
La Libyan Airways ha operato due volte alla settimana da Bengasi con i 727-200 della Boeing per almeno dieci anni prima della sospensione nel 2004. Per un paio di anni prima della rivoluzione, la Tibesti Airlines (in seguito ribattezzata Air Libya) ha operato due volte al mese Bengasi - Cufra - Khartum con un aereo British Aerospace 146 noleggiato. Air Libya ha anche effettuato un volo settimanale intermittente diretto a Tripoli con un Boeing 727-200.
A luglio 2013 la Libyan Airlines ha rilanciato il servizio per Bengasi, sospeso nove anni prima. Nello stesso mese è stato riattivato un contratto del 2010 con la società italiana Salini Impregilo  per l'aggiornamento della pista e delle vie di rullaggio dell'aeroporto (in attesa a causa della Prima guerra civile in Libia del 2011) e la durata dei lavori era prevista in 20 mesi.